# Alexander Calvert

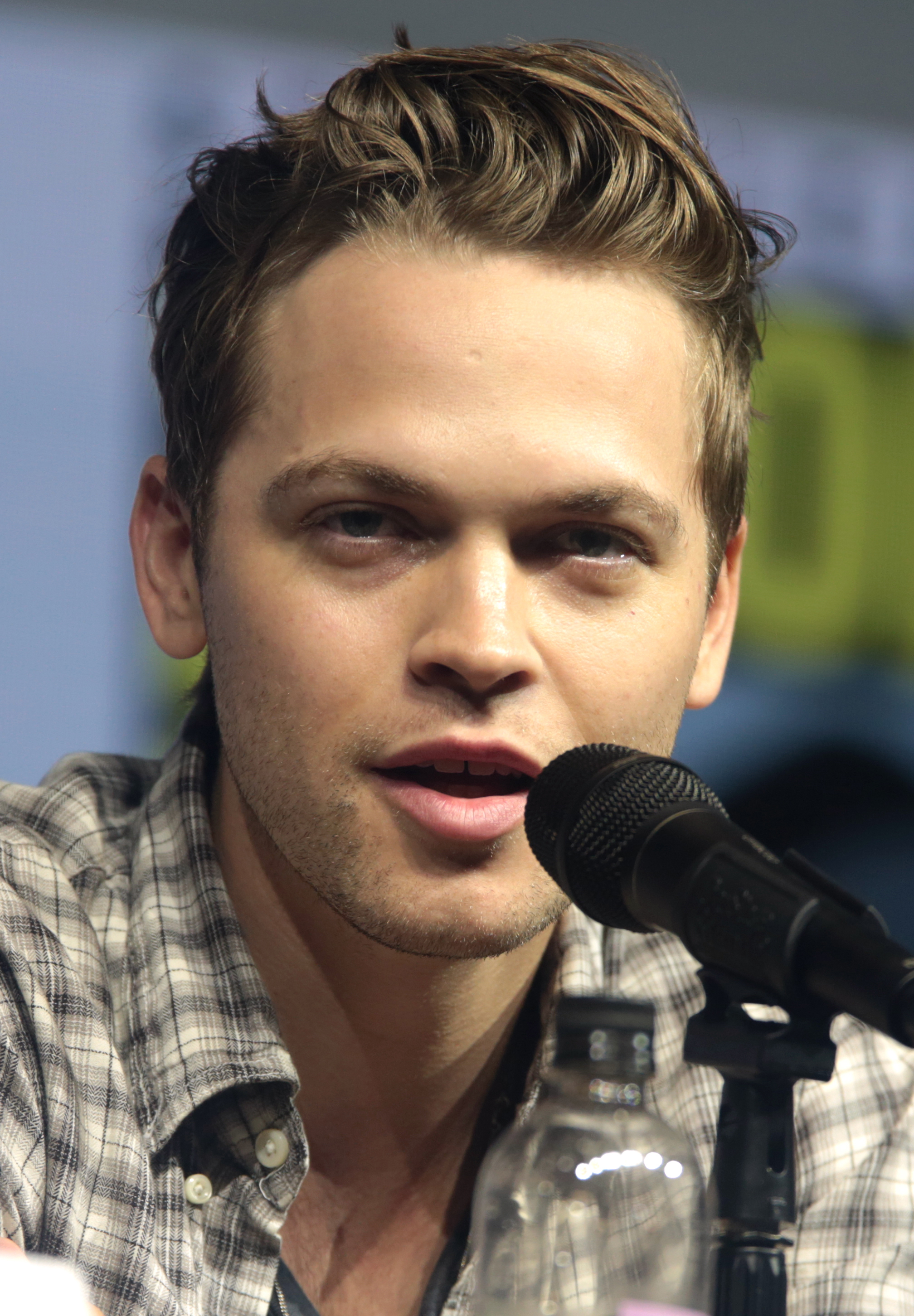
Alexander Calvert auf der Comic-Con 2018

Alexander Calvert (* 15. Juli 1990 in Vancouver) ist ein kanadischer Schauspieler. Er ist vor allem für seine Rollen in den US-amerikanischen Serien Supernatural und Arrow bekannt.

## Leben
Calvert spielte in verschiedenen Filmen und absolvierte Gastauftritte in Serien wie zum Beispiel der Nickelodeon-Serie Troop – Die Monsterjäger, in Dead Zone, Psych oder Bates Motel. Außerdem verkörperte er den jungen Justin in Kickin' It Old School. Am 17. Juli 2015 wurde bekanntgegeben, dass er in der 4. Staffel der Serie Arrow des US-amerikanischen Fernseh-Networks The CW die Rolle des Lonnie Machin übernehmen werde. Seit 2017 gehört Calvert zu den Hauptdarstellern der US-amerikanischen Mysteryserie Supernatural und spielt dort die Rolle von Luzifers Sohn Jack. Sein Debüt als dieser hatte er als Gastauftritt im Staffelfinale der zwölften Staffel und gehört nun seit Staffel 13 zur Hauptbesetzung.
Er hat eine jüngere Schwester namens Rachel.

## Filmografie

### Filme
- 2007: Kickin’ It Old School
- 2007: To Be Fat Like Me
- 2007: Devil’s Diary: Schreib hinein, es wird so sein
- 2008: Lost Boys 2: The Tribe
- 2012: Flicka 3 – Beste Freunde (Flicka 3: Country Pride)
- 2013: Homesick (Kurzfilm)
- 2013: If I Had Wings
- 2015: Lost After Dark
- 2015: The Blackburn Asylum: Der Nächste bitte!
- 2016: The Edge of Seventeen – Das Jahr der Entscheidung (The Edge of Seventeen)
- 2018: The Package
- 2019: Good Boys

### Serien
- 2005: Dead Zone
- 2006: Psych (Folge 1x02)
- 2010: Troop – Die Monsterjäger (The Troop)
- 2010: Human Target
- 2013: Bates Motel (2 Folgen)
- 2014: Motive
- 2015: The Returned (5 Folgen)
- 2015–2016: Arrow (5 Folgen)
- 2016: Unser Traum von Kanada (2 Folgen): Alles auf Anfang (Pilotfilm), Sowas wie Familie
- 2016: Scream
- 2017–2020: Supernatural (39 Folgen)
- 2023: The Winchesters (Folge 1x13)
- 2023: Generation V (Gen V, 6 Folgen)

## Trivia
- Calvert hat eine Katze namens „Lord Tyrion“, welche eine eigene Instagram-Seite besitzt.[1]
- Für eine Szene aus Supernatural hat er rund 15 Tafeln Schokolade gegessen.[1]
- Er wird häufig von seinen Co-Stars Jensen Ackles und Jared Padalecki geprankt.
- Da Calvert die Arbeit am Set mit Ackles und Padalecki so viel Spaß machte, dachte er zunächst, dass er gefeuert werde. Zitat: „It's not supposed to be this fun“.